# Extatosoma tiaratum
Extatosoma tiaratum (лат.) — крупное тропическое насекомое из семейства палочников Phasmatidae отряда привиденьевых.

## Описание
Длина тела взрослых самок 12 см, самцов 9 см. Тело и ноги палочко-листовидной формы, у самок тело покрыто колючими шипами, у самцов гладкое. На лбу у самцов расположены три маленьких простых глаза. У самцов большие хорошо развитые крылья, они хорошо летают будучи побеспокоенными или в поисках самок, у которых имеются лишь зачатки крыльев. Окраска обычно буровато-соломенная, но встречается и коричневато-серая, красноватая и зеленоватая.

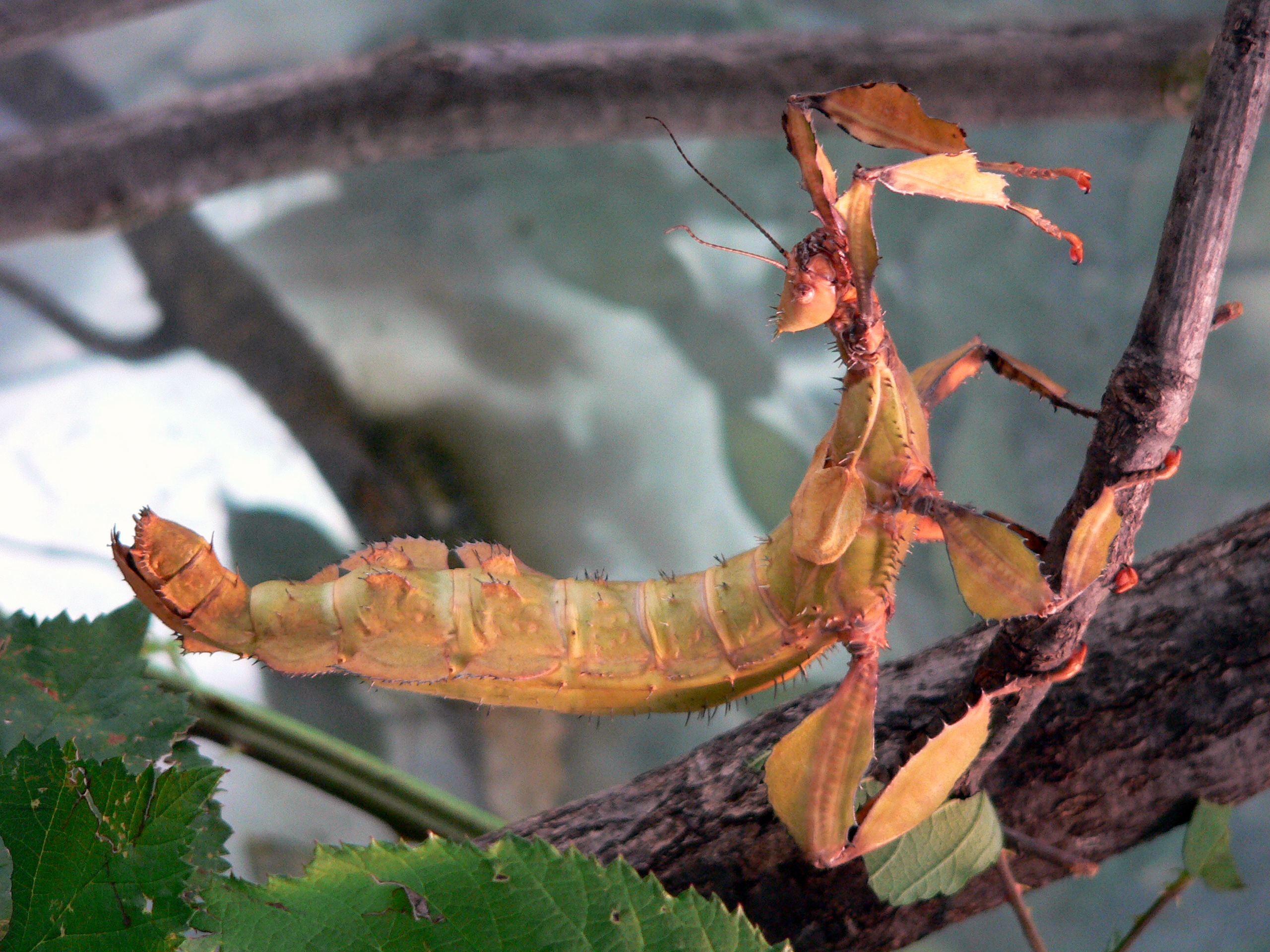
Самка

## Ареал и места обитания
Обитает в восточной и северо-восточной Австралии (Квинсленд и Новый Южный Уэльс), интродуцирован на Новой Гвинее. Населяет тропические и умеренные дождевые леса и луга, в том числе альпийские. Живёт на деревьях и кустах среди листвы, днём обычно свисает внизу под веткой с загнутым над спиной брюшком.

## Питание
Как и все палочники, Extatosoma tiaratum растительноядный, в природе питается листьями разных деревьев и кустов, в том числе эвкалипта.

## Размножение
Обычно палочники Extatosoma tiaratum размножаются половым путём, отложенные яйца при этом развиваются от 3 месяцев. Когда в популяции нет самцов, они способны размножаться партеногенетически, яйца откладываются без оплодотворения, развиваются от 6 до 12 месяцев (были случаи вылупления более чем через 24 месяца) и из них выходят только самки. В обоих случаях самка сбрасывает яйца на лесную подстилку, где они развиваются при температуре до +25 °C, при более высокой вылупление маловероятно. 
В дикой природе муравьи часто принимают яйца за семена и относят в хранилища, где благодаря влажности воздуха и температурным условиям инкубация проходит успешно. Внешний вид новорожденных палочников помогает безопасно покинуть муравейник. 
Окраска яиц очень разнообразная даже у одной самки, она варьирует от чисто белой до кремовой, крапчато-бурой и однотонной тёмно-коричневой.

## Содержание в неволе
Палочника Extatosoma tiaratum часто содержат в неволе, как в зоопарках, так и в домашних зооуголках. Для содержания пары палочников рекомендуют вертикальный инсектариум размером 30 х 30 х 60 см. Кормят листьями малины, ежевики, куманики, боярышника, шиповника, пираканты, дуба, бука. Их дают как в свежем, так и в сушёном виде. Достаточно плодовиты.
|  |  |  |

|  |  |  |  |